# لرد (خلخال)
لرد هي قرية سياحية في مقاطعة خلخال، إيران. عدد سكان هذه القرية هو 3,523 في سنة 2011.